# Lista dos senadores dos Estados Unidos

Composição do Senado por estado e partido
2 Democratas
2 Republicanos
1 Democrata e 1 Republicano

Esta é uma lista dos atuais membros do Senado dos Estados Unidos. O senado possui 100 senadores, dois para cada um dos 50 estados do país. A composição atual dessa lista é a do 118º Congresso, que possui 49 senadores republicanos, 48 democratas e 3 independentes; porém, os independentes são formalmente alinhados aos democratas, então é comum dizer que existe uma maioria democrata.

## Liderança
Nos Estados Unidos, a constituição define para o vice-presidente o papel de presidente do senado. Além de presidir as sessões, o presidente do senado é quem dá o voto de minerva em votações que terminarem empatadas e ratifica formalmente o resultado das eleições presidenciais. Como o vice-presidente não é senador (caso um senador seja eleito vice-presidente, deve renunciar ao mandato para assumir a posição), o senado também tem o presidente pro tempore, que assume a função de presidir o senado na ausência do vice-presidente, e é o terceiro na linha de sucessão presidencial, atrás do vice-presidente e do presidente da câmara. Normalmente, o indivíduo eleito para o cargo é o senador sénior do partido com maioria no Senado.
| Cargo                  |  | Senador        | Estado | Partido     | Fontes |
| ---------------------- |  | -------------- | ------ | ----------- | ------ |
| Presidente do Senado   |  | J. D. Vance    | Ohio   | Republicano | [ 7 ]  |
| Presidente pro tempore |  | Chuck Grassley | Iowa   | Republicano | [ 8 ]  |

## Membros
A primeira emenda define que cada estado deve ter dois senadores eleitos por eleição direta para um mandato de seis anos. Os senadores são divididos em três classes (com nenhum estado tendo dois senadores na mesma), cada uma tem eleições a cada seis anos, resultando em eleições senatoriais a cada dois anos no país. Quando um assento fica vago durante o mandato, geralmente por renúncia ou falecimento do ocupante, deve ser realizada uma eleição especial para eleger o novo ocupante, que completará o mandato. Em 46 estados, um substituto temporário é nomeado pelo governador para ficar no cargo até a eleição e em quatro a eleição especial é feita para preencher a vaga. Na atual legislatura, 14 senadores assumiram o cargo inicialmente por nomeação, com 12 deles tendo sido eleitos posteriormente.
| Classe | Ano da eleição | Final do mandato | Democratas | Republicanos | Independentes | Total | Fontes |
| ------ | -------------- | ---------------- | ---------- | ------------ | ------------- | ----- | ------ |
| 1      | 2018           | 2025             | 20         | 10           | 3             | 33    | [ 14 ] |
| 2      | 2020           | 2027             | 13         | 20           |               | 33    | [ 15 ] |
| 3      | 2022           | 2029             | 15         | 19           |               | 34    | [ 16 ] |

### Membros por estado
|        | Estado             | Classe | Senador | Nome                   | Partido                             | Experiência prévia | Educação | Início do mandato      | Nascido em              | Término do mandato   |
| ------ | ------------------ | ------ | ------- | ---------------------- | ----------------------------------- | --- | --- | ---------------------- | ----------------------- | -------------------- |
| [ 17 ] | Alabama            | 3      |         | Katie Britt            | Republicano                         | Nenhum serviço público antes | University of Alabama (B.A., J.D.) Birmingham School of Law                                                                      | 3 de janeiro de 2023   | 2 de fevereiro de 1982  | 3 de janeiro de 2029 |
| [ 17 ] | Alabama            | 2      |         | Tommy Tuberville       | Republicano                         | Nenhum serviço público antes | Southern Arkansas University (B.S)                                                                                               | 3 de janeiro de 2021   | 18 de setembro de 1954  | 3 de janeiro de 2027 |
| [ 18 ] | Alaska             | 3      |         | Lisa Murkowski         | Republicano                         | Câmara dos Representantes do Alaska | Georgetown University (B.A.) Willamette University (J.D.)                                                                        | 20 de dezembro de 2002 | 22 de maio de 1957      | 3 de janeiro de 2029 |
| [ 18 ] | Alaska             | 2      |         | Dan Sullivan           | Republicano                         | Procurador-geral do Alaska | Universidade Harvard (B.A.) | 3 de janeiro de 2015   | 13 de novembro de 1964  | 3 de janeiro de 2027 |
| [ 19 ] | Arizona            | 1      |         | Kyrsten Sinema         | Independente                        | Câmara dos Representantes dos EUA, Senado Estadual do Arizona, Câmara dos Representantes do Arizona                                                    | Brigham Young University (B.A.) Universidade Estadual do Arizona (MSW, JD, PHD, MBA)                                             | 3 de janeiro de 2019   | 12 de julho de 1976     | 3 de janeiro de 2025 |
| [ 19 ] | Arizona            | 3      |         | Mark Kelly             | Democrata                           | Capitão da Marinha americana, Astronauta da NASA | United States Merchant Marine Academy (B.S) Escola de Pós-Graduação Naval (M.S)                                                  | 2 de dezembro de 2020  | 20 de fevereiro de 1964 | 3 de janeiro de 2029 |
| [ 22 ] | Arkansas           | 3      |         | John Boozman           | Republicano                         | Câmara dos Representantes dos EUA | University of Arkansas Southern College of Optometry (O.D.)                                                                      | 3 de janeiro de 2011   | 10 de dezembro de 1950  | 3 de janeiro de 2029 |
| [ 22 ] | Arkansas           | 2      |         | Tom Cotton             | Republicano                         | Câmara dos Representantes dos EUA | Harvard Law School (B.A.) | 3 de janeiro de 2015   | 13 de maio de 1977      | 3 de janeiro de 2027 |
| [ 23 ] | Califórnia         | 1      |         | Laphonza Butler        | Democrata                           | Regente da Universidade da Califórnia | Universidade Estadual de Jackson (B.A.)                                                                                          | 1 de outubro de 2023   | 11 de maio de 1979      | 3 de janeiro de 2025 |
| [ 23 ] | Califórnia         | 3      |         | Alex Padilla           | Democrata                           | Procurador-geral da Califórnia | Universidade Howard (B.A.) | 20 de janeiro de 2021  | 20 de outubro de 1964   | 3 de janeiro de 2029 |
| [ 26 ] | Carolina do Norte  | 3      |         | Ted Budd               | Republicano                         | Câmara dos Representantes dos Estados Unidos | Appalachian State University (BSBA) Dallas Theological Seminary (ThM) Wake Forest University (MBA)                               | 3 de janeiro de 2023   | 21 de outubro de 1971   | 3 de janeiro de 2029 |
| [ 26 ] | Carolina do Norte  | 2      |         | Thom Tillis            | Republicano                         | Câmara de Representantes da Carolina do Norte | University of Maryland University College (B.S)                                                                                  | 3 de janeiro de 2015   | 30 de novembro de 1960  | 3 de janeiro de 2027 |
| [ 27 ] | Carolina do Sul    | 2      |         | Lindsey Graham         | Republicano                         | Câmara dos Representantes dos EUA, Câmara dos Representantes da Carolina do Sul                                                                        | University of South Carolina (B.A, J.D.)                                                                                         | 3 de janeiro de 2003   | 9 de julho de 1955      | 3 de janeiro de 2027 |
| [ 27 ] | Carolina do Sul    | 3      |         | Tim Scott              | Republicano                         | Câmara dos Representantes dos EUA, Câmara dos Representantes da Carolina do Sul, Conselho do Condado de Charleston                                     | Presbyterian College Charleston Southern University (B.S.)                                                                       | 2 de janeiro de 2013   | 19 de setembro de 1965  | 3 de janeiro de 2029 |
| [ 28 ] | Colorado           | 3      |         | Michael Bennet         | Democrata                           | Superintendente das Escolas Públicas de Denver | Wesleyan University (B.A.) Yale Law School (J.D.)                                                                                | 21 de janeiro de 2009  | 28 de novembro de 1964  | 3 de janeiro de 2029 |
| [ 28 ] | Colorado           | 2      |         | John Hickenlooper      | Democrata                           | Prefeito de Denver, Governador do Colorado | Wesleyan University (B.A., M.S)                                                                                                  | 3 de janeiro de 2021   | 7 de fevereiro de 1952  | 3 de janeiro de 2027 |
| [ 29 ] | Connecticut        | 3      |         | Richard Blumenthal     | Democrata                           | Procurador-geral de Connecticut, Senado estadual de Connecticut, Câmara dos Representantes de Connecticut                                              | Harvard College (B.A.) Trinity College, Cambridge Yale Law School (J.D.)                                                         | 3 de janeiro de 2011   | 13 de fevereiro de 1946 | 3 de janeiro de 2029 |
| [ 29 ] | Connecticut        | 1      |         | Chris Murphy           | Democrata                           | Câmara dos Representantes dos EUA, Senado estadual de Connecticut, Câmara dos Representantes de Connecticut                                            | Williams College (B.A.) Exeter College, Oxford University of Connecticut (J.D.)                                                  | 3 de janeiro de 2013   | 3 de agosto de 1973     | 3 de janeiro de 2025 |
| [ 30 ] | Dakota do Norte    | 3      |         | John Hoeven            | Republicano                         | Governador de Dakota do Norte | Dartmouth College (B.A.) Northwestern University (MBA)                                                                           | 3 de janeiro de 2011   | 13 de março de 1957     | 3 de janeiro de 2029 |
| [ 30 ] | Dakota do Norte    | 1      |         | Kevin Cramer           | Republicano                         | Câmara dos Representantes dos EUA, Comissão de Serviço Público da Dakota do Norte                                                                      | Concordia College (B.A.) University of Mary (M.A)                                                                                | 3 de janeiro de 2019   | 21 de Janeiro de 1961   | 3 de janeiro de 2025 |
| [ 31 ] | Dakota do Sul      | 3      |         | John Thune             | Republicano                         | Câmara dos Representantes dos EUA | Biola University (B.A.) University of South Dakota (MBA)                                                                         | 3 de janeiro de 2005   | 7 de janeiro de 1961    | 3 de janeiro de 2029 |
| [ 31 ] | Dakota do Sul      | 2      |         | Mike Rounds            | Republicano                         | Governador de Dakota do Sul, Senado de Dakota do Sul                                                                                                   | South Dakota State University (B.S.)                                                                                             | 3 de janeiro de 2015   | 24 de outubro de 1954   | 3 de janeiro de 2027 |
| [ 32 ] | Delaware           | 1      |         | Tom Carper             | Democrata                           | Governador de Delaware, Câmara dos Representantes dos EUA, Tesoureiro de Delaware                                                                      | The Ohio State University (B.A.) University of Delaware (M.B.A.)                                                                 | 3 de janeiro de 2001   | 23 de janeiro de 1947   | 3 de janeiro de 2025 |
| [ 32 ] | Delaware           | 2      |         | Chris Coons            | Democrata                           | Concelho Executivo do Condado de New Castle | Amherst College (B.A.) University of Nairobi Yale University (J.D, M.A.)                                                         | 15 de novembro de 2010 | 9 de setembro de 1963   | 3 de janeiro de 2027 |
| [ 33 ] | Flórida            | 3      |         | Marco Rubio            | Republicano                         | Presidente da Câmara dos Representantes da Flórida | University of Florida (B.A.) University of Miami (J.D.)                                                                          | 3 de janeiro de 2011   | 28 de maio de 1971      | 3 de janeiro de 2029 |
| [ 33 ] | Flórida            | 1      |         | Rick Scott             | Republicano                         | Governador da Flórida | University of Missouri–Kansas City (B.S.) Southern Methodist University (J.D.)                                                   | 8 de janeiro de 2019   | 1º de dezembro de 1952  | 3 de janeiro de 2025 |
| [ 34 ] | Geórgia            | 3      |         | Raphael Warnock        | Democrata                           | Nenhum serviço público antes | Morehouse College (B.A.) Union Theological Seminary (M.Div, M.Phil, PhD)                                                         | 20 de janeiro de 2021  | 23 de julho de 1969     | 3 de janeiro de 2029 |
| [ 34 ] | Geórgia            | 2      |         | Jon Ossoff             | Democrata                           | Nenhum serviço público antes | Universidade de Georgetown (B.S) London School of Economics (M.S.)                                                               | Janeiro de 2021        | 16 de fevereiro de 1987 | 3 de janeiro de 2027 |
| [ 35 ] | Havaí              | 3      |         | Brian Schatz           | Democrata                           | Vice-governador do Havaí, Câmara dos Representantes do Havaí                                                                                           | Pomona College (B.A.) | 26 de dezembro de 2012 | 20 de outubro de 1972   | 3 de janeiro de 2029 |
| [ 35 ] | Havaí              | 1      |         | Mazie Hirono           | Democrata                           | Câmara dos Representantes dos EUA, Câmara dos Representantes do Havaí, vice-governadora do Havaí                                                       | University of Hawai'i at Manoa (B.A.) Georgetown University Law Center (J.D.)                                                    | 3 de janeiro de 2013   | 3 de novembro de 1947   | 3 de janeiro de 2025 |
| [ 36 ] | Idaho              | 2      |         | Jim Risch              | Republicano                         | Governador de Idaho, vice-governador de Idaho, Presidente pró-tempore do Senado de Idaho, Promotor do Condado de Ada                                   | University of Wisconsin-Milwaukee University of Idaho (B.S, J.D.)                                                                | 3 de janeiro de 2009   | 3 de maio de 1943       | 3 de janeiro de 2027 |
| [ 36 ] | Idaho              | 3      |         | Mike Crapo             | Republicano                         | Câmara dos Representantes dos EUA, Senado estadual de Idaho                                                                                            | Brigham Young University (B.A.) Harvard Law School (J.D.)                                                                        | 3 de janeiro de 1999   | 20 de maio de 1951      | 3 de janeiro de 2029 |
| [ 37 ] | Illinois           | 2      |         | Dick Durbin            | Democrata                           | Câmara dos Representantes dos EUA | Georgetown University (B.S, J.D.)                                                                                                | 3 de janeiro de 1997   | 21 de novembro de 1944  | 3 de janeiro de 2027 |
| [ 37 ] | Illinois           | 3      |         | Tammy Duckworth        | Democrata                           | Câmara dos Representantes dos EUA | Universidade do Havaí (B.A.) George Washington University (M.A.)                                                                 | 3 de janeiro de 2017   | 12 de março de 1968     | 3 de janeiro de 2029 |
| [ 38 ] | Indiana            | 3      |         | Todd Young             | Republicano                         | Câmara dos Representantes dos EUA | Academia Naval dos Estados Unidos (B.S.) Universidade de Chicago (MBA)                                                           | 3 de janeiro de 2017   | 24 de agosto de 1972    | 3 de janeiro de 2029 |
| [ 38 ] | Indiana            | 1      |         | Mike Braun             | Republicano                         | Câmara dos Representantes de Indiana | Wabash College (B.A.)Universidade de Harvard (MBA)                                                                               | 3 de janeiro de 2019   | 24 de Março de 1954     | 3 de janeiro de 2025 |
| [ 39 ] | Iowa               | 3      |         | Chuck Grassley         | Republicano                         | Câmara dos Representantes dos EUA, Câmara dos Representantes de Iowa                                                                                   | University of Northern Iowa (B.A.; J.D.)                                                                                         | 3 de janeiro de 1981   | 17 de setembro de 1933  | 3 de janeiro de 2029 |
| [ 39 ] | Iowa               | 2      |         | Joni Ernst             | Republicano                         | Auditora do Condado de Montgomery, Senado de Iowa | Iowa State University (B.A.) Columbus State University (MPA)                                                                     | 3 de janeiro de 2015   | 19 de novembro de 1939  | 3 de janeiro de 2027 |
| [ 40 ] | Kansas             | 3      |         | Jerry Moran            | Republicano                         | Câmara dos Representantes dos EUA, Senado de Kansas | Fort Hays State University University of Kansas (B.A, J.D.)                                                                      | 3 de janeiro de 2011   | 29 de maio de 1954      | 3 de janeiro de 2029 |
| [ 40 ] | Kansas             | 2      |         | Roger Marshall         | Republicano                         | Câmara dos Representantes dos EUA | Kansas State University (B.S.) Universidade do Kansas (M.D.)                                                                     | 3 de janeiro de 2021   | 9 de agosto de 1960     | 3 de janeiro de 2027 |
| [ 41 ] | Kentucky           | 2      |         | Mitch McConnell        | Republicano                         | Executivo do Condado de Jefferson | University of Louisville (B.A.) University of Kentucky (J.D.)                                                                    | 3 de janeiro de 1985   | 20 de fevereiro de 1942 | 3 de janeiro de 2027 |
| [ 41 ] | Kentucky           | 3      |         | Rand Paul              | Republicano                         | Nenhum serviço público antes | Baylor University Duke University (M.D.)                                                                                         | 3 de janeiro de 2011   | 7 de janeiro de 1963    | 3 de janeiro de 2029 |
| [ 42 ] | Louisiana          | 2      |         | Bill Cassidy           | Republicano                         | Câmara dos Representantes dos EUA | Louisiana State University (B.A.)                                                                                                | 3 de janeiro de 2015   | 28 de setembro de 1957  | 3 de janeiro de 2022 |
| [ 42 ] | Louisiana          | 3      |         | John Kennedy           | Republicano                         | Tesoureiro da Louisiana, Secretário do Departamento de Receita da Louisiana                                                                            | Universidade Vanderbilt (B.A.) Universidade da Virgínia (J.D.) Magdalen College, Oxford (B.C.L.)                                 | 3 de janeiro de 2017   | 21 de novembro de 1951  | 3 de janeiro de 2029 |
| [ 43 ] | Maine              | 2      |         | Susan Collins          | Republicano                         | Comissário do Departamento de Regulamentação Profissional e Financeiro do Maine                                                                        | St Lawrence University (B.A.) | 3 de janeiro de 1997   | 7 de dezembro de 1952   | 3 de janeiro de 2027 |
| [ 43 ] | Maine              | 1      |         | Angus King             | Independente                        | Governador de Maine | Dartmouth College (B.A.) University of Virginia (J.D.)                                                                           | 3 de janeiro de 2013   | 31 de março de 1944     | 3 de janeiro de 2025 |
| [ 44 ] | Maryland           | 1      |         | Ben Cardin             | Democrata                           | Câmara dos Representantes dos EUA, Câmara dos Delegados de Maryland                                                                                    | University of Pittsburgh (B.A.) University of Maryland, Baltimore (J.D.)                                                         | 3 de janeiro de 2007   | 5 de outubro de 1943    | 3 de janeiro de 2025 |
| [ 44 ] | Maryland           | 3      |         | Chris Van Hollen       | Democrata                           | Câmara dos Representantes dos EUA | Swarthmore College (B.A.) Georgetown University (J.D.)                                                                           | 3 de janeiro de 2017   | 10 de janeiro de 1959   | 3 de janeiro de 2029 |
| [ 45 ] | Massachusetts      | 1      |         | Elizabeth Warren       | Democrata                           | Assessora do Gabinete de proteção do consumidor financeiro, presidente do Congressional Oversight of the Troubled Asset Relief Program Panel           | George Washington University University of Houston (B.S.) Rutgers School of Law (J.D.)                                           | 3 de janeiro de 2013   | 22 de junho de 1946     | 3 de janeiro de 2025 |
| [ 45 ] | Massachusetts      | 2      |         | Ed Markey              | Democrata                           | Câmara dos Representantes dos EUA, Câmara dos Representantes de Massachusetts                                                                          | Boston College (B.A.; J.D.) | 16 de julho de 2013    | 11 de julho de 1946     | 3 de janeiro de 2027 |
| [ 47 ] | Michigan           | 1      |         | Debbie Stabenow        | Democrata                           | Câmara dos Representantes dos EUA, Senado de Michigan, Câmara dos Representantes de Michigan, Concelho de Comissários Condado de Ingham                | Michigan State University (B.A, M.S.W.)                                                                                          | 3 de janeiro de 2001   | 29 de abril de 1950     | 3 de janeiro de 2025 |
| [ 47 ] | Michigan           | 2      |         | Gary Peters            | Democrata                           | Câmara dos Representantes dos EUA | Alma College (B.A.) Universidade de Detroit (MBA) Universidade Estadual de Wayne (J.D.) Universidade Estadual de Michigan (M.A.) | 3 de janeiro de 2015   | 28 de junho de 1934     | 3 de janeiro de 2027 |
| [ 48 ] | Minnesota          | 1      |         | Amy Klobuchar          | Democrata                           | Procuradora do Condado de Hennepin | Yale University (B.A.) University of Chicago (J.D.)                                                                              | 3 de janeiro de 2007   | 25 de maio de 1960      | 3 de janeiro de 2025 |
| [ 48 ] | Minnesota          | 2      |         | Tina Smith             | Democrata                           | Vice-Governadora de Minnesota | Universidade Stanford (B.A.) Dartmouth College (MBA)                                                                             | 3 de janeiro de 2018   | 4 de março de 1958      | 3 de janeiro de 2027 |
| [ 49 ] | Mississippi        | 1      |         | Roger Wicker           | Republicano                         | Câmara dos Representantes dos EUA, Senado de Mississippi                                                                                               | University of Mississippi (B.A, J.D.)                                                                                            | 31 de dezembro de 2007 | 5 de julho de 1951      | 3 de janeiro de 2025 |
| [ 49 ] | Mississippi        | 2      |         | Cindy Hyde-Smith       | Republicano                         | Senado de Mississippi, Comissária de Agricultura e Comércio do Mississippi                                                                             | Copiah–Lincoln Community College (A.A.) University of Southern Mississippi (B.A.)                                                | 9 de abril de 2018     | 10 de maio de 1959      | 3 de janeiro de 2027 |
| [ 50 ] | Missouri           | 3      |         | Eric Schmitt           | Republicano                         | Procurador-Geral do Missouri | Truman State University (B.A.) Universidade Saint Louis (Juris Doctor)                                                           | 3 de janeiro de 2023   | 20 de junho de 1975     | 3 de janeiro de 2029 |
| [ 50 ] | Missouri           | 1      |         | Josh Hawley            | Republicano                         | Procurador-Geral do Missouri | Universidade Stanford (B.A.) Universidade Yale (J.D.)                                                                            | 3 de janeiro de 2019   | 31 de dezembro de 1979  | 3 de janeiro de 2025 |
| [ 51 ] | Montana            | 1      |         | Jon Tester             | Democrata                           | Presidente pró-tempore do Senado de Montana | University of Great Falls (B.S.)                                                                                                 | 3 de janeiro de 2007   | 21 de agosto de 1956    | 3 de janeiro de 2025 |
| [ 51 ] | Montana            | 2      |         | Steve Daines           | Republicano                         | Câmara dos Representantes dos EUA | Montana State University | 3 de janeiro de 2015   | 20 de agosto de 1962    | 3 de janeiro de 2027 |
| [ 52 ] | Nebraska           | 1      |         | Deb Fischer            | Republicano                         | Senado de Nebraska | University of Nebraska-Lincoln (B.S.)                                                                                            | 3 de janeiro de 2013   | 1 de março de 1951      | 3 de janeiro de 2025 |
| [ 52 ] | Nebraska           | 2      |         | Pete Ricketts          | Republicano                         | Governador do Nebraska | Universidade de Chicago (B.A., M.A.)                                                                                             | 12 de janeiro de 2023  | 16 de agosto de 1964    | 3 de janeiro de 2027 |
| [ 53 ] | Nevada             | 3      |         | Catherine Cortez Masto | Democrata                           | Procuradora-Geral de Nevada | University of Nevada, Reno Gonzaga University (J.D.)                                                                             | 3 de janeiro de 2017   | 29 de março de 1964     | 3 de janeiro de 2029 |
| [ 53 ] | Nevada             | 1      |         | Jacky Rosen            | Democrata                           | Câmara dos Representantes dos EUA | Universidade de Minnesota (B.A.)                                                                                                 | 3 de janeiro de 2019   | 2 de agosto de 1957     | 3 de janeiro de 2025 |
| [ 54 ] | Nova Hampshire     | 2      |         | Jeanne Shaheen         | Democrata                           | Governadora de Nova Hampshire, Senado estadual de Nova Hampshire                                                                                       | Shippensburg University of Pennsylvania (B.A.) University of Mississippi (M.A.)                                                  | 3 de janeiro de 2009   | 28 de janeiro de 1947   | 3 de janeiro de 2027 |
| [ 54 ] | Nova Hampshire     | 3      |         | Maggie Hassan          | Democrata                           | Governadora de Nova Hampshire | Universidade Brown (B.A.) Northeastern University (J.D.)                                                                         | 3 de janeiro de 2017   | 27 de fevereiro de 1958 | 3 de janeiro de 2029 |
| [ 55 ] | Nova Jérsei        | 1      |         | Bob Menendez           | Democrata                           | Câmara dos Representantes dos EUA, Senado estadual de Nova Jérsei, Assembleia geral de Nova Jérsei, Prefeito de Union City                             | Saint Peter's College (B.A.) Rutgers School of Law (J.D.)                                                                        | 18 de janeiro de 2006  | 1 de janeiro de 1954    | 3 de janeiro de 2025 |
| [ 55 ] | Nova Jérsei        | 2      |         | Cory Booker            | Democrata                           | Prefeito da cidade de Newark, Conselho Municipal de Newark                                                                                             | Stanford University (B.A, M.A) Oxford University (M.A) Yale University (J.D.)                                                    | 31 de outubro de 2013  | 27 de abril de 1969     | 3 de janeiro de 2027 |
| [ 56 ] | Novo México        | 1      |         | Martin Heinrich        | Democrata                           | Câmara dos Representantes dos EUA, Câmara Municipal de Albuquerque                                                                                     | University of Missouri (B.S.) University of New Mexico                                                                           | 3 de janeiro de 2013   | 17 de outubro de 1971   | 3 de janeiro de 2025 |
| [ 56 ] | Novo México        | 2      |         | Ben Ray Luján          | Democrata                           | Câmara dos Representantes dos EUA, Comissão de Regulação Pública do Novo México                                                                        | New Mexico Highlands University (B.B.A.)                                                                                         | 3 de janeiro de 2021   | 7 de junho de 1972      | 3 de janeiro de 2027 |
| [ 57 ] | Nova Iorque        | 3      |         | Chuck Schumer          | Democrata                           | Câmara dos Representantes dos EUA, Assembleia estadual de Nova Iorque                                                                                  | Harvard University (B.A, J.D.)                                                                                                   | 3 de janeiro de 1999   | 23 de novembro de 1950  | 3 de janeiro de 2029 |
| [ 57 ] | Nova Iorque        | 1      |         | Kirsten Gillibrand     | Democrata                           | Câmara dos Representantes dos EUA, Conselheira Especial do Secretário de Habitação e Desenvolvimento Urbano                                            | Dartmouth College (B.A.) University of California, Los Angeles (J.D.)                                                            | 26 de janeiro de 2009  | 9 de dezembro de 1966   | 3 de janeiro de 2025 |
| [ 58 ] | Ohio               | 1      |         | Sherrod Brown          | Democrata                           | Câmara dos Representantes dos EUA, Secretário de estado de Ohio, Câmara dos Representantes de Ohio                                                     | Yale University (B.A.) The Ohio State University (M.P.A, M.A.)                                                                   | 3 de janeiro de 2007   | 9 de novembro de 1952   | 3 de janeiro de 2025 |
| [ 58 ] | Ohio               | 3      |         | J. D. Vance            | Republicano                         | Nenhum serviço público antes | Universidade Estadual de Ohio (B.A.) Universidade de Yale (J.D.)                                                                 | 3 de janeiro de 2023   | 2 de agosto de 1984     | 3 de janeiro de 2029 |
| [ 59 ] | Oklahoma           | 2      |         | Markwayne Mullin       | Republicano                         | Câmara dos Representantes dos EUA | Missouri Valley College Oklahoma State University Institute of Technology (AAS)                                                  | 3 de janeiro de 2023   |                         | 3 de janeiro de 2027 |
| [ 59 ] | Oklahoma           | 3      |         | James Lankford         | Republicano                         | Câmara dos Representantes dos EUA | Universidade do Texas (B.S.) | 3 de janeiro de 2015   | 4 de março de 1968      | 3 de janeiro de 2029 |
| [ 60 ] | Oregon             | 3      |         | Ron Wyden              | Democrata                           | Câmara dos Representantes dos EUA | Stanford University (B.A.) University of Oregon School of Law (J.D.)                                                             | 6 de fevereiro de 1996 | 3 de maio de 1949       | 3 de janeiro de 2029 |
| [ 60 ] | Oregon             | 2      |         | Jeff Merkley           | Democrata                           | Presidente da Câmara dos Representantes de Oregon | Stanford University (B.A.) Princeton University (M.P.P.)                                                                         | 3 de janeiro de 2009   | 24 de outubro de 1956   | 3 de janeiro de 2027 |
| [ 61 ] | Pensilvânia        | 1      |         | Bob Casey, Jr.         | Democrata                           | Tesoureiro da Pensilvânia, Auditor-geral da Pensilvânia                                                                                                | College of the Holy Cross (B.A.) The Catholic University of America (J.D.)                                                       | 3 de janeiro de 2007   | 13 de abril de 1960     | 3 de janeiro de 2025 |
| [ 61 ] | Pensilvânia        | 3      |         | John Fetterman         | Democrata                           | Vice-governador da Pensilvânia, Prefeito de Braddock                                                                                                   | Albright College (B.A.) Universidade de Connecticut (MBA) Harvard University (MPP)                                               | 3 de janeiro de 2023   | 15 de agosto de 1969    | 3 de janeiro de 2029 |
| [ 62 ] | Rhode Island       | 2      |         | Jack Reed              | Democrata                           | Câmara dos Representantes dos EUA, Senado de Rhode Island                                                                                              | United States Military Academy (B.S.) Harvard University (M.P.A.)                                                                | 3 de janeiro de 1997   | 12 de novembro de 1949  | 3 de janeiro de 2027 |
| [ 62 ] | Rhode Island       | 1      |         | Sheldon Whitehouse     | Democrata                           | Procurador-geral de Rhode Island, Procurador-geral dos EUA para o distrito de Rhode Island, Diretor de regulamentação de negócios de Rhode Island      | Yale University (B.A.) University of Virginia (J.D.)                                                                             | 3 de janeiro de 2007   | 20 de outubro de 1955   | 3 de janeiro de 2025 |
| [ 63 ] | Tennessee          | 1      |         | Marsha Blackburn       | Republicano                         | Câmara dos Representantes dos EUA, Senado de Tennessee, Diretor Executivo da Comissão de Cinema, Entretenimento e Música do Tennessee                  | Mississippi State University (B.S.)                                                                                              | 3 de janeiro de 2019   | 6 de junho de 1952      | 3 de janeiro de 2025 |
| [ 63 ] | Tennessee          | 2      |         | Bill Hagerty           | Republicano                         | Embaixador dos Estados Unidos no Japão, Comissário do Tennessee de Desenvolvimento Econômico e Comunitário                                             | Vanderbilt University (B.A, J.D.)                                                                                                | 3 de janeiro de 2021   | 14 de agosto de 1959    | 3 de janeiro de 2027 |
| [ 64 ] | Texas              | 2      |         | John Cornyn            | Republicano                         | Procurador-geral do Texas, Juiz Associado da Suprema Corte do Texas                                                                                    | Trinity University (B.A.) St Mary's University (J.D.) University of Virginia (LL.M.)                                             | 1 de dezembro de 2002  | 2 de fevereiro de 1952  | 3 de janeiro de 2027 |
| [ 64 ] | Texas              | 1      |         | Ted Cruz               | Republicano                         | Procurador-geral do Texas | Princeton University (B.A.) Harvard Law School (J.D.)                                                                            | 3 de janeiro de 2013   | 22 de dezembro de 1970  | 3 de janeiro de 2025 |
| [ 65 ] | Utah               | 3      |         | Mike Lee               | Republicano                         | Advogado assistente dos Estados Unidos | Brigham Young University (B.A.; J.D.)                                                                                            | 3 de janeiro de 2011   | 4 de junho de 1971      | 3 de janeiro de 2029 |
| [ 65 ] | Utah               | 1      |         | Mitt Romney            | Republicano                         | Governador de Massachusetts | Brigham Young University (B.A.) Harvard University (J.D,MBA)                                                                     | 3 de janeiro de 2019   | 12 de março de 1947     | 3 de janeiro de 2025 |
| [ 66 ] | Vermont            | 3      |         | Peter Welch            | Democrata                           | Presidente pro tempore do Senado de Vermont, líder da minoria do senado de Vermont                                                                     | College of the Holy Cross (B.A.) Universidade da Califórnia em Berkeley (J.D.)                                                   | 3 de janeiro de 2023   | 2 de maio de 1947       | 3 de janeiro de 2029 |
| [ 66 ] | Vermont            | 1      |         | Bernie Sanders         | Independente (Democrata Socialista) | Câmara dos Representantes dos EUA, Prefeito de Burlington                                                                                              | University of Chicago (B.A.) | 3 de janeiro de 2007   | 8 de setembro de 1941   | 3 de janeiro de 2025 |
| [ 67 ] | Virgínia           | 2      |         | Mark Warner            | Democrata                           | Governador da Virgínia, presidente do Comitê Democrata da Virgínia                                                                                     | George Washington University (B.A.) Harvard Law School (J.D.)                                                                    | 3 de janeiro de 2009   | 15 de dezembro de 1954  | 3 de janeiro de 2027 |
| [ 67 ] | Virgínia           | 1      |         | Tim Kaine              | Democrata                           | Governador da Virgínia, vice-governador da Virgínia, presidente do Comitê Nacional Democrata                                                           | University of Missouri (B.A.) Harvard Law School (J.D.)                                                                          | 3 de janeiro de 2013   | 26 de fevereiro de 1958 | 3 de janeiro de 2025 |
| [ 68 ] | Virgínia Ocidental | 1      |         | Joe Manchin            | Democrata                           | Governador da Virgínia Ocidental, Secretário de Estado da Virgínia Ocidental, Senado da Virgínia Ocidental, Câmara dos Delegados da Virgínia Ocidental | West Virginia University (B.S.)                                                                                                  | 15 de novembro de 2010 | 24 de agosto de 1947    | 3 de janeiro de 2025 |
| [ 68 ] | Virgínia Ocidental | 2      |         | Shelley Moore Capito   | Republicano                         | Câmara dos Representantes dos EUA | Duke University (B.A.) University of Virginia (M.Ed.)                                                                            | 3 de janeiro de 2015   | 26 de novembro de 1953  | 3 de janeiro de 2027 |
| [ 69 ] | Washington         | 3      |         | Patty Murray           | Democrata                           | Senado de Washington, Concelho de Administração do Distrito Escolar de Shoreline                                                                       | Washington State University (B.A.)                                                                                               | 3 de janeiro de 1993   | 11 de outubro de 1950   | 3 de janeiro de 2029 |
| [ 69 ] | Washington         | 1      |         | Maria Cantwell         | Democrata                           | Câmara dos Representantes dos EUA, Senado de Washington, Câmara dos Representantes de Washington                                                       | Miami University (B.A.) | 3 de janeiro de 2001   | 13 de outubro de 1958   | 3 de janeiro de 2025 |
| [ 70 ] | Wisconsin          | 3      |         | Ron Johnson            | Republicano                         | Nenhum serviço público antes | University of Minnesota (B.A.)                                                                                                   | 3 de janeiro de 2011   | 8 de abril de 1955      | 3 de janeiro de 2029 |
| [ 70 ] | Wisconsin          | 1      |         | Tammy Baldwin          | Democrata                           | Câmara dos Representantes dos EUA, Assembleia estadual de Wisconsin, Concelho de Supervisores do Condado de Dane                                       | Smith College (B.A.) University of Wisconsin - Madison (J.D.)                                                                    | 3 de janeiro de 2013   | 11 de fevereiro de 1962 | 3 de janeiro de 2025 |
| [ 71 ] | Wyoming            | 1      |         | John Barrasso          | Republicano                         | Senado de Wyoming | Rensselaer Polytechnic Institute Georgetown University (B.A.; M.D.)                                                              | 25 de junho de 2007    | 21 de julho de 1952     | 3 de janeiro de 2025 |
| [ 71 ] | Wyoming            | 2      |         | Cynthia Lummis         | Republicano                         | Câmara dos Representantes dos EUA, Tesoureira de Wyoming, Senado de Wyoming, Câmara dos Representantes de Wyoming                                      | University of Wyoming (B.S., J.D.)                                                                                               | 3 de janeiro de 2021   | 10 de setembro de 1944  | 3 de janeiro de 2027 |